# Amherst, New Hampshire
Amherst là một thị xã thuộc quận Hillsborough trong tiểu bang New Hampshire, Hoa Kỳ. Thành phố có diện tích km2, dân số theo điều tra năm 2000 của Cục điều tra dân số Hoa Kỳ là 10.769 người, dân số năm 2009 là 11.683 người .